# Instrumente populare
Un instrument popular este un instrument care a fost dezvoltat printre oamenii de rand și, de obicei, nu are un inventator cunoscut. Acesta poate fi facute din lemn, metal sau alt material. Acesta este o parte a muzicii populare. Instrumentele pot fi instrumente de percuție, diferite tipuri de fluiere, arc și diferite tipuri de trompete.
Unele instrumente sunt menționate ca instrumente populare, chiar dacă acestea nu îndeplinesc criteriile de clasificare a unui instrument popular, deoarece acestea apar frecvent în muzica populară. Un exemplu ar fi muzicuța.

## Lista de instrumente populare muzicale
lista
- acordeon
- țambal Appalachian
- autoharpă
- cimpoi
- balalaică
- bandura
- banjo
- saz
- bodhran
- bukkehorn
- bouzouki
- Bullroarer
- cavaquinho
- charango
- cümbüș
- çiftelia
- concertina
- daegeum
- Darbakeh/Tarabuka
- didgeridoo
- dhol
- Djembe
- dholak
- dingulator
- dotara
- dranyen
- tobă
- ektara
- erhu
- Fiddle
- Fujara
- gayageum
- gudok
- chitară
- gusle
- gusli
- haegeum
- Hank drum
- hardingfele
- muzicuță
- harmonium
- hurdy gurdy
- Drâmbă
- jouhikko
- jug
- kazoo
- kantele
- Caval românesc
- khamak
- klopotec
- cobzăa
- komuz
- kora
- kulintang
- Launeddas
- Låtfiol
- Lur
- Laută
- kalimba
- mandola
- mandocello
- mandolină
- marimbula
- melodeon
- mridangam
- Ferăstrău muzical
- nyckelharpa
- ocarină
- nai
- pipa
- pogo cello
- prem juri
- quena
- Rebab
- Rubab
- salamiyyah
- shofar
- sitar
- Snare Drum
- smallpipes
- sopilka
- spilåpipa
- steelpan
- stompbox
- Talking drum
- tin whistle
- trembita
- oud
- Ocarina
- Udu
- ukulele
- vioară
- vuvuzela
- washboard
- willow flute
- zampoña
- zurna
- Țiteră
- zealouser
- Zhaleika

Peste 75 instrumente